# Staszki (obwód smoleński)
Staszki (ros. Сташки) – wieś (ros. деревня, trb. dieriewnia) w zachodniej Rosji, w osiedlu wiejskim Czistikowskoje rejonu rudniańskiego w obwodzie smoleńskim.

## Geografia
Miejscowość położona jest nad Olszanką, 23 km od granicy z Białorusią, 3 km od najbliższego przystanku kolejowego (Płoskaja), 3 km od drogi federalnej R120 (Orzeł – Briańsk – Smoleńsk – granica z Białorusią), 16 km od drogi magistralnej M1 «Białoruś», 2 km od drogi regionalnej 66K-31 (R120 / Płoskoje – Priwolje – Ordowka – Komissarowo / M1), przy drodze regionalnej 66N-1636 (66K-31 – Staszki), 10 km od centrum administracyjnego osiedla wiejskiego (Czistik), 15 km od centrum administracyjnego rejonu (Rudnia), 51 km od Smoleńska.
W granicach miejscowości znajdują się ulice: Mołodiożnaja, Dacznaja, Mira, Polewaja, Sadowaja, Stroitielej.

## Demografia
W 2010 r. miejscowość zamieszkiwało 209 osób.

## Historia
W czasie II wojny światowej od lipca 1941 roku wieś była okupowana przez hitlerowców. Wyzwolenie nastąpiło w październiku 1943 roku.
Uchwałą z dnia 20 grudnia 2018 roku w skład jednostki administracyjnej Czistikowskoje weszły wszystkie miejscowości (w tym Staszki) osiedla wiejskiego Smoligowskoje.